# Kepler-440b
Kepler-440b es un exoplaneta descubierto mediante el método de tránsito por el Telescopio Espacial Kepler. Es uno de los ocho planetas potencialmente habitables anunciados por la NASA el 6 de enero de 2015.

## Características
Kepler-440b pertenece a un sistema estelar a 851,3 años luz de la Tierra. Su estrella, Kepler-440, es una enana naranja, con una masa de 0,57 M☉ y un radio de 0,55 R☉. La masa del planeta es de 7,75 M⊕ y su radio de 1,86 R⊕, por lo que probablemente es un minineptuno.
Incluso si se trata de una supertierra, es poco probable que sea adecuado para la vida tal y como la conocemos. Con una temperatura media superficial estimada en 42,95 °C, Kepler-440b es un mesoplaneta, muy próximo al límite de los termoplanetas (como referencia, la temperatura media de la Tierra es de 15 °C). Podría ser incluso más cálido si su mayor gravedad ha supuesto una densidad atmosférica superior a la terrestre y una mayor concentración de gases de efecto invernadero. En tal caso, de ser un cuerpo telúrico, entraría en la categoría de «supervenus».
El Índice de Similitud con la Tierra (IST) asignado a Kepler-440b es de un 75 %, posiblemente muy elevado para un planeta de sus dimensiones y situado justo en la frontera interna de la zona habitable del sistema.